# Guillaume de Sainte-Barbe

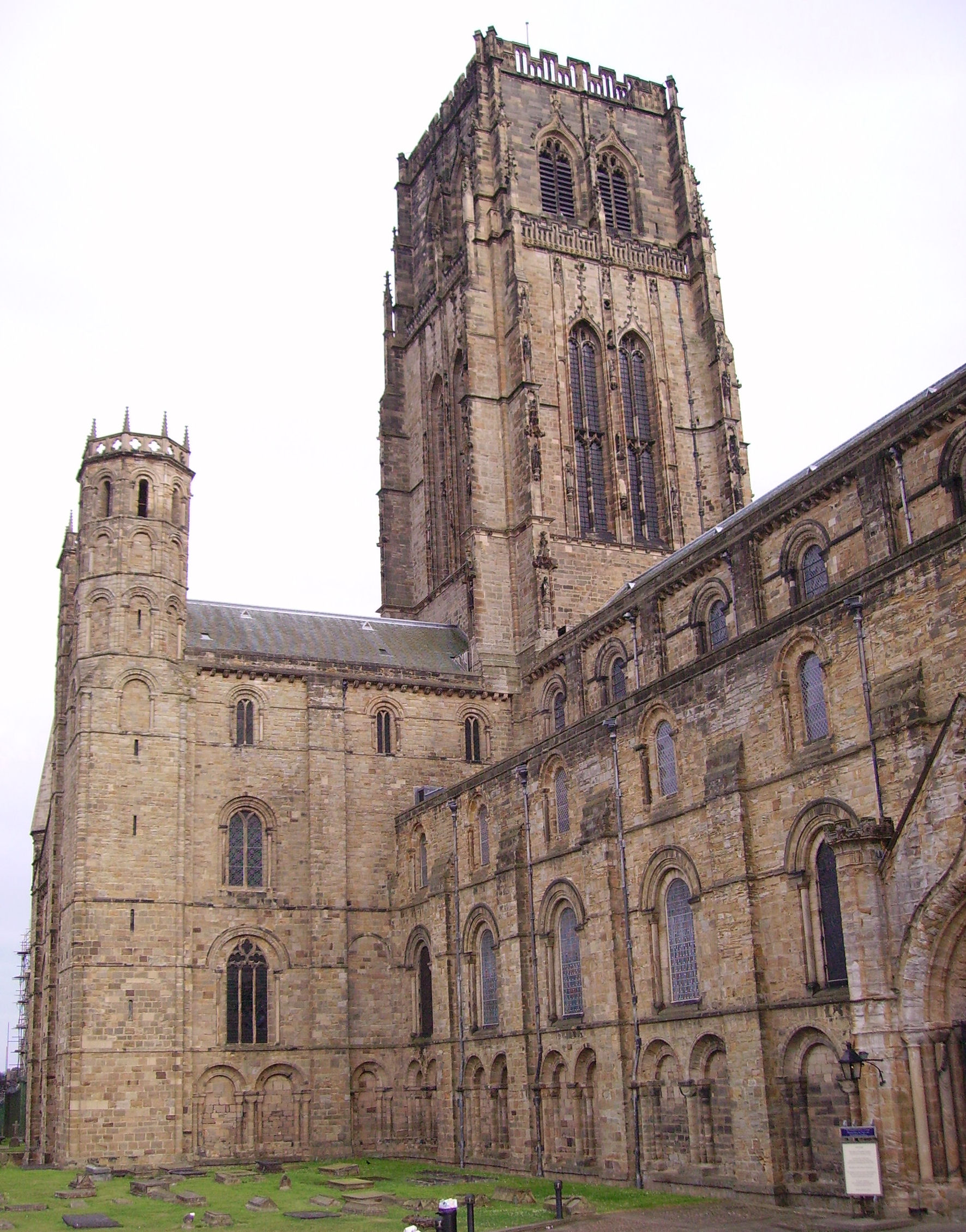
La cathédrale de Durham.

Guillaume de Sainte-Barbe (vers 1080 – 13 novembre 1152), est un clerc normand qui est évêque de Durham de 1143 à sa mort.

## Biographie

### Début de carrière
On ne sait rien de ses ascendance et parenté, mais d'après son nom, il semble être originaire du village de Sainte-Barbe-en-Auge (désormais dans la commune de Mézidon-Canon) dans le Calvados en Normandie. 

### Dans la dispute de l'élection de FitzHerbert
Dans les années 1120, il est clerc et chanoine de la cathédrale d'York. Vers 1135, il est devenu le doyen du chapitre cathédral d'York. En mai 1141, il préside donc l'élection du successeur de l'archevêque Thurstan d'York, décédé en 1140. Le choix de Guillaume FitzHerbert provoque une formidable dispute à York, et ensuite à Rome. En mars 1143, le pape Innocent II décide que l'élection sera validée si Guillaume de Sainte-Barbe fait le serment qu'elle s'est déroulée en accord avec le droit canon. FitzHerbert utilise alors une autorisation probablement contrefaite du pape pour utiliser un témoin de remplacement à Sainte-Barbe. Le pape cistercien Eugène III, disciple de Bernard de Clairvaux, le plus fervent adversaire de FitzHerbert, est élu en 1145. En 1146, il suspend FitzHerbert le temps de recevoir le serment de Sainte-Barbe. En 1147, Sainte-Barbe n'a toujours pas fait ce serment quand FitzHerbert est déposé après que ses partisans ont endommagé l'abbaye cistercienne de Fountains.

### Évêque de Durham
Cette dispute montre que le pouvoir royal d'Étienne d'Angleterre, alors en pleine guerre civile, est si faible, qu'il n'est même pas en mesure d'imposer son candidat dans le deuxième plus important diocèse de son royaume. Le roi d'Écosse David Ier, qui a déjà obtenu d'importantes concessions dans le nord du royaume anglais, tente d'exploiter cette faiblesse à la mort de l'évêque de Durham Geoffrey Rufus, en mai 1141. Il essaie d'imposer de force son chancelier, Guillaume Cumin, sur le siège épiscopal. Celui-ci s'empare du château de Durham et prend le contrôle de toutes possessions de l'évêché. 
Le pape Innocent II est saisi de cette affaire par une partie du clergé local, et il ordonne au roi écossais d'arrêter de soutenir Cumin, et qu'une élection se tienne dans les règles. Le 14 mars 1143, réfugiés à York, les électeurs du diocèse de Durham choisissent Sainte-Barbe. Celui-ci est alors présent au concile légatin de Londres qui prend la décision d'excommunier Cumin. Il est consacré à la cathédrale de Winchester le 20 juin 1143,. Toutefois, le nouvel évêque n'est pas capable de prendre possession de son évêché. En effet, les troupes de Cumin sont trop fortes, et il est obligé de se réfugier à Lindisfarne. Ce n'est qu'après des luttes intenses qu'il réussit à prendre le dessus sur Henri de Northumberland et les barons anglais locaux. Il est finalement intronisé par Guillaume FitzHerbert, le 18 octobre 1144.
Les troubles continuent à Durham, qui est dominée politiquement par les Écossais, et Sainte-Barbe ne peut pas participer au concile de Reims de 1148, ce qui lui vaut d'être suspendu par la pape Eugène III. Guillaume soutient Henri Murdac dans l'élection disputée de l'archevêque d'York, et c'est probablement ce dernier qui obtient la levée de la suspension de Guillaume. Guillaume ouvre son diocèse à l'influence des ordres réformés (cisterciens et augustins), ce qui inquiète les moines de son chapitre qui sont bénédictins.

### Mort et réputation
Il meurt le 13 novembre 1152. À Durham, Sainte-Barbe avait une bonne réputation notamment pour sa charité, sa culture et sa prudence. Il devait aussi être pourvu des qualités nécessaires à la gestion d'un évêché aussi troublé que l'était Durham à cette époque.
Une tombe a été identifiée comme la sienne est découverte au XIXe siècle à la cathédrale de Durham.

### Sources
- H. S. Offler, « Ste Barbe, William de (c.1080–1152) », révisée par Henry Summerson, Oxford Dictionary of National Biography, Oxford University Press, 2004.
- Janet Burton, « William of York (d. 1154) », Oxford Dictionary of National Biography, 2004.
- E. B. Fryde, D. E. Greenway, S. Porter, I. Roy, Handbook of British Chronology (Third revised ed.). Cambridge: Cambridge University Press, 1996.  (ISBN 0-521-56350-X).